# Walo Radew
Walo Radew (bulgarisch Въло Радев; * 1. Januar 1923 in Lesidren; † 28. März 2001 in Sofia) war ein bulgarischer Filmregisseur, Kameramann und Drehbuchautor.
1953 absolvierte er das Staatliche Institut für Kinematografie in Moskau (VGIK) als Kameramann. Bereits 1952 drehte er seinen ersten Dokumentarfilm und war dann als Kameramann für verschiedene Regisseure tätig. Seine erste Spielfilmregie war der Film Der Pfirsichdieb (1964) – nach einer Novelle von Emilijan Stanew, der im gleichen Jahr auf dem Filmfestival Venedig gezeigt wurde. Die Hauptrollen in dieser Romanze während des Ersten Weltkrieges spielten Newena Kokanowa und Rade Marković. In Schwarze Engel (1970) stellte Radew den inneren Konflikt von jungen, antifaschistischen Widerstandskämpfern bei der Entscheidung für eine gerechte Sache zu töten dar. Der Film wurde auf dem Filmfestival Karlovy Vary ausgezeichnet. Auch sein Melodram Verdammte Seelen (1975) über die Begegnung einer jungen Engländerin und eines spanischen Jesuitenpaters vor dem Hintergrund des spanischen Bürgerkriegs gehört zu den wichtigen Werken des bulgarischen Films, die auch im Ausland aufgeführt wurden. Den Titelsong singt Lili Ivanova.
Walo Radew lehrte an der Nationalen Hochschule für Film und Theater (NATFIS) in Sofia. 

## Filmografie (Regie)
- 1964: Der Pfirsichdieb (Крадецът на праскови)
- 1966: Zar und General (Цар и генерал)
- 1967: Die längste Nacht (Най-дългата нощ)
- 1970: Schwarze Engel (Черните ангели)
- 1972: Корените на изгряващото слънце (Dokumentarfilm)
- 1975: Verdammte Seelen (Осъдени души)
- 1980: Adaption (Адаптация)